# Kai Verbij
Kai Verbij (* 25. září 1994 Leiderdorp) je nizozemský rychlobruslař.
V roce 2011 poprvé nastoupil do závodů juniorského Světového poháru, v téže sezóně debutoval i na Mistrovství světa juniorů, odkud si v následujících letech přivezl několik cenných kovů (včetně zlatých medailí ze závodů na 500 m a 1000 m na MSJ 2014). V seniorské reprezentaci se premiérově představil na podzim 2014. První velkou medaili vybojoval na Mistrovství světa ve sprintu 2016, kdy si dobruslil pro bronz. Na premiérovém sprinterském Mistrovství Evropy 2017 zvítězil, na MS 2017 získal bronz na trati 1000 m a ze sprinterského světového šampionátu 2017 si přivezl zlatou medaili. Zúčastnil se Zimních olympijských her 2018, kde v závodě na 500 m skončil na 9. místě a na dvojnásobné distanci se umístil na 6. příčce. Startoval také na Mistrovství světa ve sprintu 2018, kde vybojoval bronz. Na sprinterském ME 2019 obhájil zlatou medaili. Z Mistrovství světa na jednotlivých tratích 2019 si přivezl zlato z kilometrové distance a z týmového sprintu. Na ME 2020 získal bronzovou medaili na trati 1000 m a na MS 2020 vyhrál závod v týmovém sprintu. V ročníku 2020/2021 Světového poháru zvítězil v celkovém hodnocení v závodech na 1000 m a ze světového šampionátu 2021 si z této tratě přivezl zlatou medaili. Na ME 2022 vyhrál závod v týmovém sprintu a na trati 1000 m vybojoval bronz. Startoval na ZOH 2022 (500 m – 14. místo, 1000 m – 30. místo) a krátce poté získal bronzovou medaili v týmovém sprintu na světovém šampionátu 2022.